# Arjan Dodaj
Arjan Dodaj, F.D.C., né le 21 janvier 1977 à Laç-Kurbin, en Albanie, est un religieux catholique albanais, archevêque de Tirana-Durrës depuis 2021.

## Biographie
Né dans une famille athée d'Albanie, sa grand-mère maternelle lui inculque les premiers mots de sa foi.
Après la chute du Communisme, il émigre en Italie, en septembre 1993, après avoir traversé la mer Adriatique en bateau. Grâce à des amis qui avaient émigré en Italie peu avant lui, Arjan Dodaj trouve refuge à Dronero dans la région de Cuneo, où il est devenu apprenti soudeur et jardinier.
Arjan Dodaj est baptisé en 1997 et demande à être accueilli dans la Fraternité sacerdotale des Fils de la Croix à Rome, où il s'est préparé au sacerdoce. Pour cela, il étudie à l'Athénée pontifical Regina Apostolorum à Rome.
Le 6 juin 2003, il est ordonné prêtre, au sein de son ordre, pour le diocèse de Rome, par le pape Jean-Paul II dans la Basilique Saint-Pierre. 
Après son ordination, il travaille dans la pastorale paroissiale à Rome et comme curé de la communauté albanaise. 
En 2017, il est envoyé en Albanie en tant que prêtre Fidei Donum et travaille dans l'archidiocèse de Tirana-Durrës en tant que vicaire général ainsi que  dans la pastorale paroissiale et universitaire. Il est également secrétaire général du synode diocésain et secrétaire associé de la conférence épiscopale d'Albanie.
Le 9 avril 2020, le pape François le nomme évêque titulaire de Lestrona (de) et évêque auxiliaire de Tirana-Durrës.
Le 30 novembre 2021, le pape François le nomme archevêque de Tirana-Durrës.